# Lo-Ruchama
Lo-Ruchama – postać biblijna z Księgi Ozeasza.
Córka Ozeasza i Gomer. Jej imię oznacza "ta, dla której nie ma miłosierdzia" (patrz Oz 1,6). Imię to bywa często tłumaczone jako "niemiłowana", co nie współgra z wyjaśnieniem tego imienia w dalszej części wersetu.